# Alloxylon pinnatum
Alloxylon pinnatum là một loài thực vật có hoa trong họ Quắn hoa. Loài này được (Maiden & Betche) P.H.Weston & Crisp miêu tả khoa học đầu tiên năm 1991, có thể tìm thấy chúng ở miền bắc New South Wales và vùng đông nam Queensland